# Sant Martí de Les
Sant Martí de Les (en occità, Sant Martin de Les; en francès, Saint-Martin-Lys) és un municipi francès situat al departament de l'Aude i a la regió d'Occitània. Situat a l'alta conca del riu Aude, és el més nord-occidental dels municipis de la Fenolleda històrica.
Hi ha les restes de l'antic monestir benedictí de Sant Martí de Les, del segle IX.